# Фельдман-Екопарк

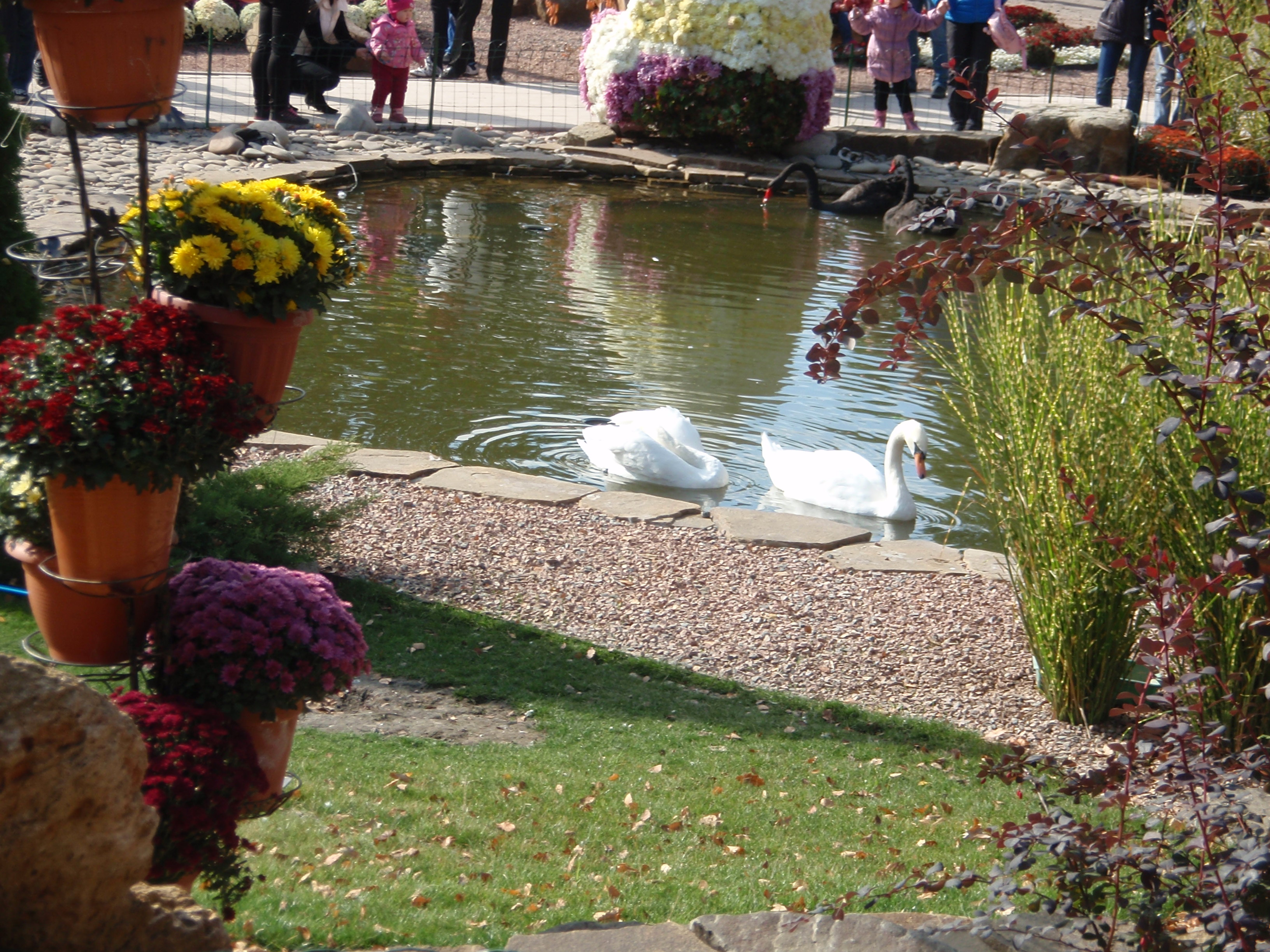
Виставка хризантем в екопарку Олександра Фельдмана

«Фе́льдман-Еко́па́рк» — регіональний ландшафтний парк у Дергачівському районі Харківської області, один з об'єктів природно-заповідного фонду України, благодійний проєкт МБФ «Фонду Олександра Фельдмана».

## Історія створення
Рішенням Харківської обласної ради від 20 червня 2013 № 762-VI "Про створення регіонального ландшафтного парку «ЕКОПАРК» в Дергачівському районі Харківської області було створено новий регіональний ландшафтний парк площею 140,5 га для збереження цінних природних комплексів.
До нього увійшли:
- 37 га, вилучені у постійного землекористувача — Данилівського дослідного держлісгоспу НДІ лісового господарства і агромеліорації им. Висоцкого,
- 78 га території Данилівського лісгоспу,
- 3 га оздоровчого комплексу «Лісова поляна»,
- 3,15 га табору відпочинку «Галичина»,
- 18,5 га земель запасу Дергачівської районної адміністрації,
- зоопарк «Feldman Ecopark».

На території «Екопарку» ростуть 6 видів місцевих рослин, занесених у Червону Книгу України, 18 видів тварин, занесених в Червону Книгу України та 5 видів тварин, занесених до Європейського червоного списку.
Рішенням Харківської обласної ради від 29 серпня 2013 р. № 826-VI "Про внесення змін до рішення обласної ради від 20 червня 2013 р. № 762-VI «Про створення регіонального ландшафтного парку „ЕКОПАРК“» регіональний ландшафтний парк «ЕКОПАРК» перейменовано на «ФЕЛЬДМАН-ЕКОПАРК».
У перший же день російського вторгнення в Україну 24 лютого 2022 року екопарк піддався обстрілу російської артилерії; були вбиті 5 тварин. Надалі протягом березня екопарк регулярно перебував на лінії вогню, що спричиняло загибель тварин; крім того, росіяни вбили 6 співробітників та волонтерів (у тому числі одного неповнолітнього), які намагалися нагодувати або ще якимось чином допомогти тваринам. На початку квітня засновник екопарку Олександр Фельдман повідомив, що сам парк фактично зруйнований, а великих хижаків доведеться приспати через неможливість їхньої евакуації та загрозу місцевим мешканцям. Проте, це повідомлення спричинило чималий резонанс і завдяки допомозі волонтерів протягом тижня більшість тварини, які лишалися, були успішно евакуйовані та тимчасово розміщені в інших зоопарках України; проте станом на початок травня деякі тварини ще лишалися на території екопарку.

## Опис

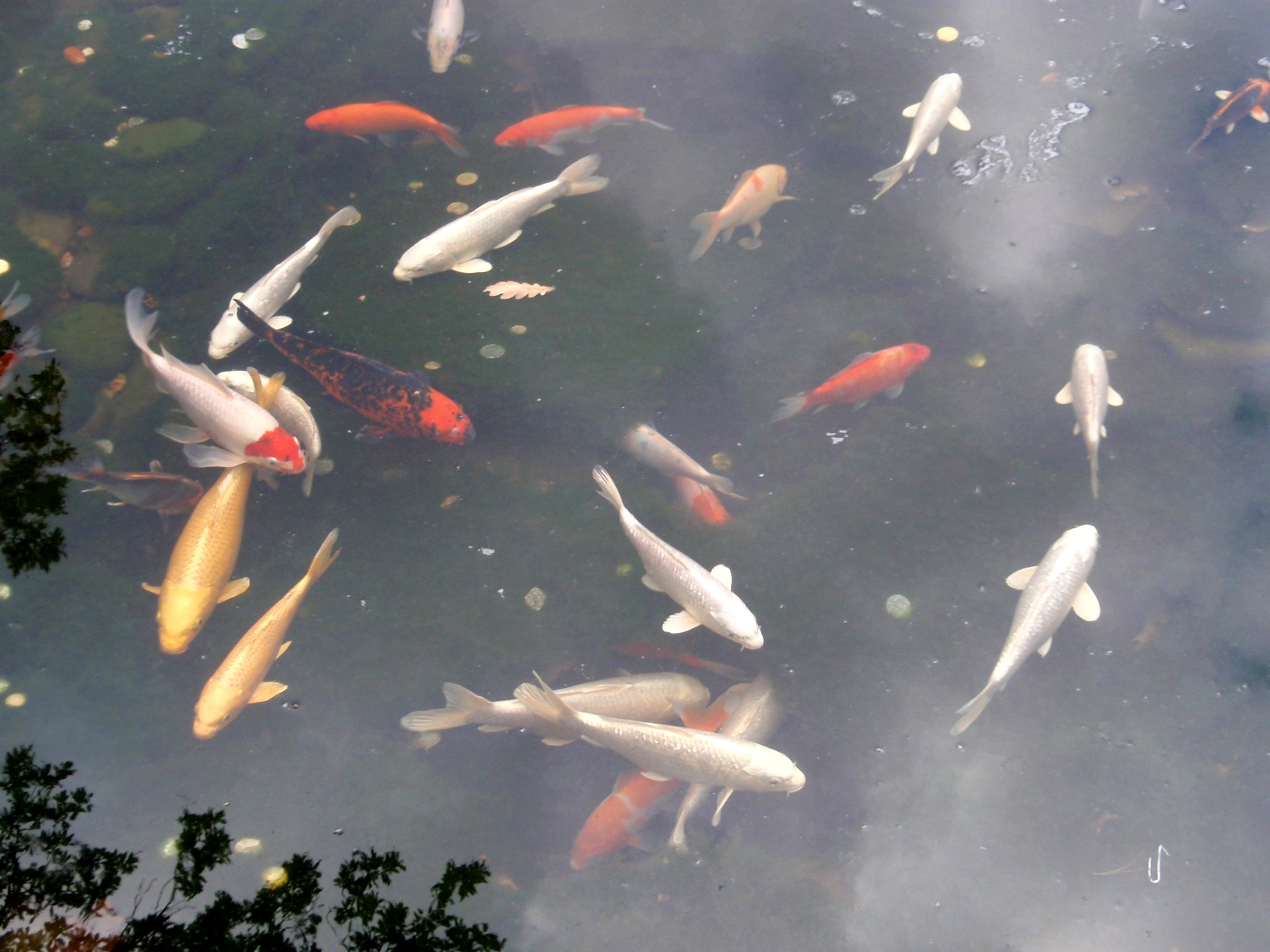

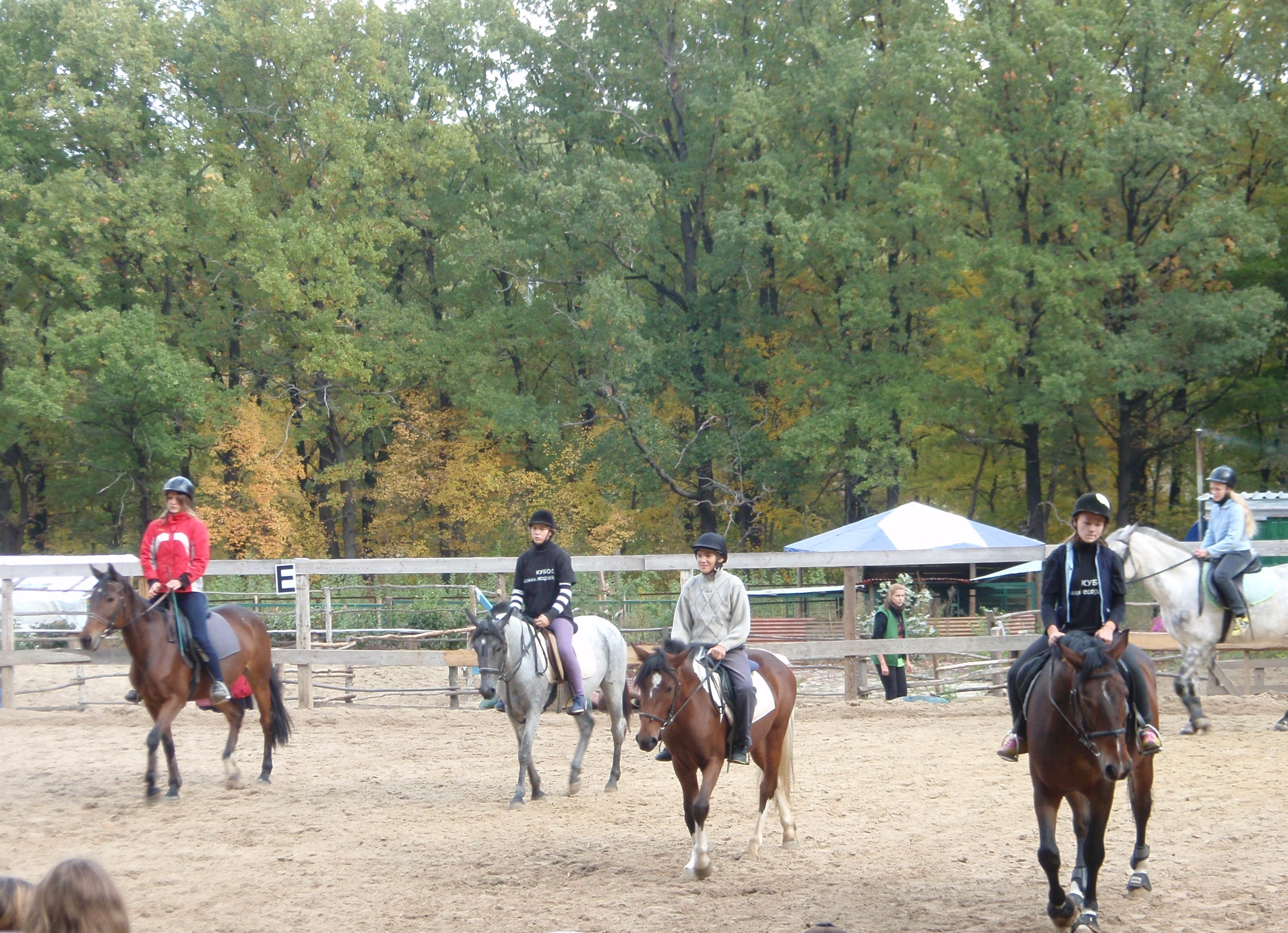
Показовий виступ кінної школи екопарку Олександра Фельдмана

Основною складовою екопарку є зоопарк, який налічує близько 2 000 тварин.
В зоні Контактного зоопарку відвідувачі мають можливість погодувати та погладити так звану тактильну групу тварин: птиці: кури, гусаки, качки, павичі;
копитні: альпаки, камерунські кози, декоративні вівці, осли, поні, в'єтнамські свині;
зайцеподібні: кролики.
На території парку цілий рік працює гурток юних натуралістів. Також розташовані конюшня та кінний манеж. В парку створено та працює Центр реабілітації рукокрилих — єдиний проєкт в Україні. Знайдені або передані до центру рукокрилі оглядаються досвідченими фахівцями, у разі потреби їм надається медична допомога, а навесні їх випускають на волю.